# 토머스 크랜머
토머스 크랜머(Thomas Cranmer, 1489년-1556년)는 캔터베리 대주교이자 종교 개혁 시기의 기독교 신학자이며 종교 개혁가이다. 축일은 3월 21일이며, 성공회, 루터교에서 이 날을 기념한다.

## 경력

### 종교개혁
잉글랜드 중부의 노팅엄 출신이다. 케임브리지 대학교 학생때부터 종교개혁자 마르틴 루터의 사상의 영향을 받은 크랜머 대주교는 1549년 성공회의 신학과 전례가 담긴 중요한 문헌인 영문 성공회 기도서(영어: The Book of Common Prayer)를 작성하고, 아침·저녁기도와 감사성찬례 때마다 영문 성서를 쓰도록 하였다. 이러한 종교개혁 전통은 세계성공회공동체 성격형성에도 영향을 주어, 현재 각 지역 성공회 교회들은 속지주의 원칙에 근거하여 자신들이 속한 지역말로 만든 성공회 기도서와 성서를 사용하고 있다. 그 실례로 대한성공회는 한글 성공회기도서와 한글성서를 사용하고 있다. 토머스 크랜머 캔터베리 대주교가 1549년에 작성한 성찬기도 1양식은 현재 대한성공회에서 사용하는 성공회기도서(2004년판)에 있다.(제2양식, 3양식은 정교회와 교회일치운동 양식을 따르고 있음.)

### 순교자
로마 가톨릭 신자인 메리 1세의 성공회와 개신교에 대한 탄압으로 휴 레티머, 니콜라스 리들리 주교 등과 함께 화형으로 순교하였다. 강요와 회유공작을 받은 토머스 크랜머 대주교는 견딜수 없는 정신적 압박에 시달린 끝에 개신교 믿음을 버린다는 믿음철회서에 서명을 하였다. 하지만 마지막 순간 개신교 신앙을 버리지 않겠다고 입장을 바꾸고 순교하였는데, 순교 직전 믿음철회서에 서명한 오른손을 불에 집어넣었다.

### 마지막 말

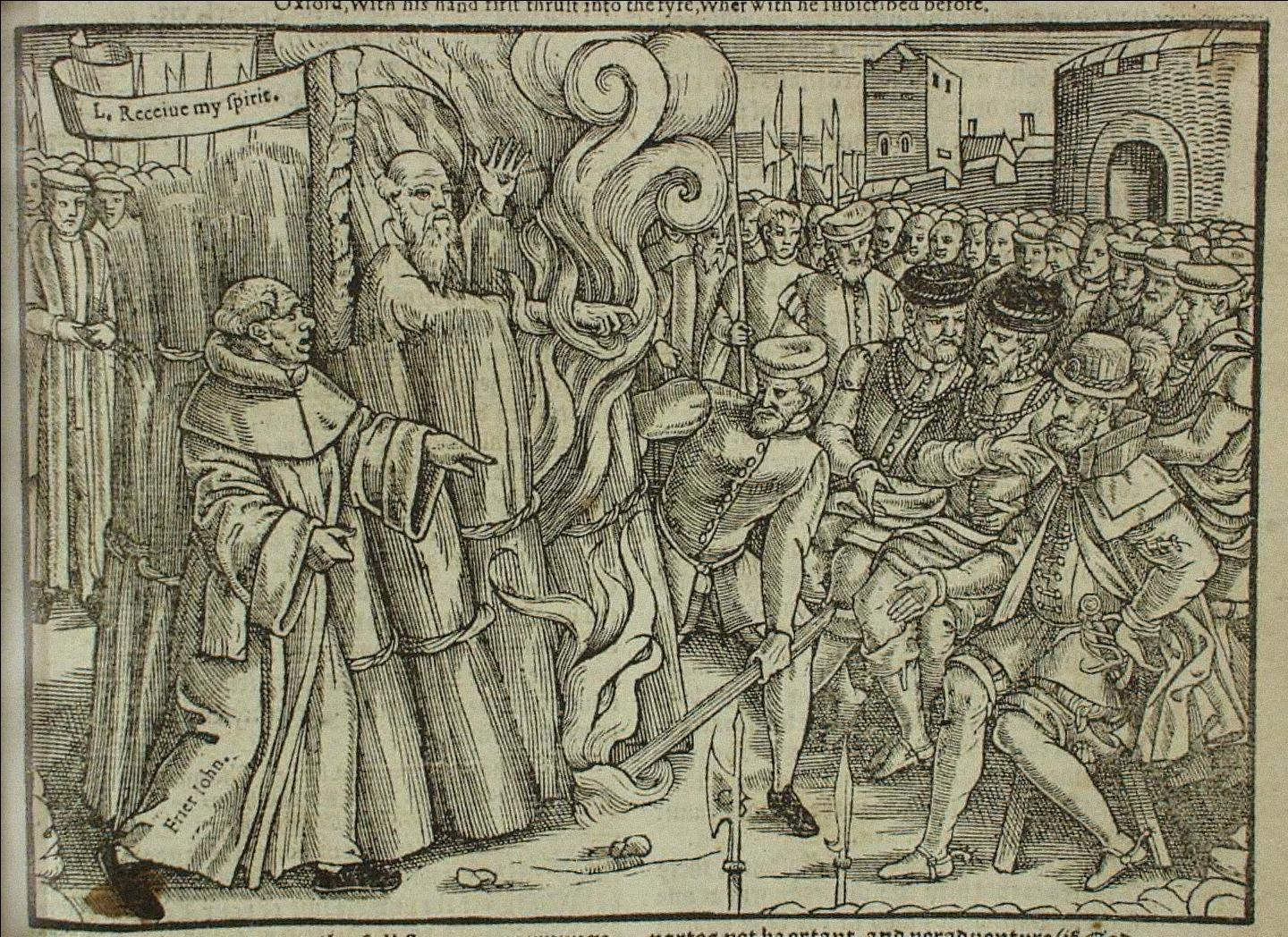
폭스의 순교사(1563) 중 삽화, 크랜머의 순교

그는 화형대에서 강요와 회유공작으로 개신교 신앙을 저버린 것을 후회하며 믿음철회서에 서명한 오른 손이 가장 먼저 불에 타야한다며, 교황이야말로 그리스도의 적이자, 적그리스도라 말하고 화형대에서 최후를 맞았다.
| “ | 내 마음으로 생각했던 진리에 모순되게 내 손으로 썼던 모든 것을 포기하고 거부합니다. 사실상 내 생명을 보존하기 위해 겁쟁이처럼 서명한 것이 있습니다. 내가 쇠퇴해지면서 내가 직접 썼거나 서명했던 목록들이 있습니다. 그 내용들은 모두 진실하지 않는 것들이었습니다. 내 마음과 모순되게 서명하였기 때문에 내 손이 제일 먼저 벌을 받아야할 것입니다. 내가 불에 탈 때, 내 손이 제일 먼저 불탈 것입니다. 나는 로마교황을 거부합니다. 그는 그리스도의 적이며, 적그리스도이며 거짓 교리를 가르치는 자입니다. | ” |